# Chemia „click”
Chemia ,,click", chemia „klik” – obszar chemii organicznej zajmujący się reakcjami zachodzącymi w sposób szybki i wydajny. 
Termin ang. click chemistry wymyślił w 1998 r. Barry Sharpless. Oprócz szybkości i wydajności, reakcje takie powinny być łatwe do przeprowadzenia, a produkty łatwe do wyizolowania. Powinny zachodzić w sposób selektywny pomiędzy zaplanowanymi centrami reakcyjnymi, nawet w przypadku cząsteczek dużych i skomplikowanych. Pożądane jest, aby można było je przeprowadzać w wodzie lub innych rozpuszczalnikach nieszkodliwych dla środowiska. Sharpless swoją koncepcję opisał szerzej w 2001 r.
Kryteria chemii „click” spełnia wiele reakcji, spośród których reprezentatywnym przykładem jest cykloaddycja Huisgena:

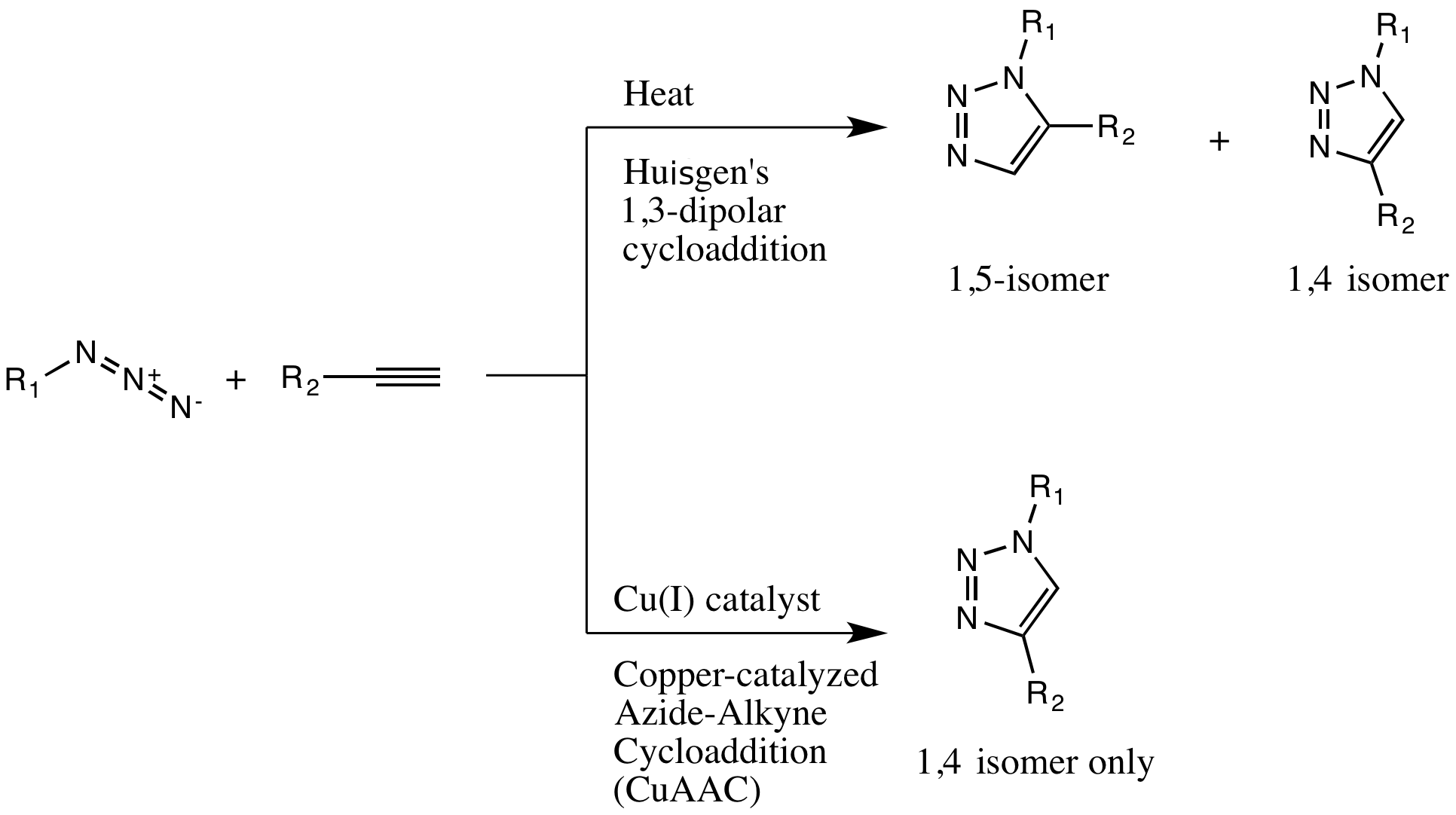
1,3-Dipolarna cykloaddycja Huisgena azydków i alkinów z wytworzeniem 1,2,3-triazoli. Ścieżka górna: cykloaddycja termiczna; ścieżka dolna: cykloaddycja katalizowana związkami miedzi(I)

Za rozwój chemii „click” (i chemii bioortogonalnej) Barry Sharpless, Carolyn Bertozzi i Mortenem Meldalem, otrzymali Nagrodę Nobla w dziedzinie chemii w 2022 r.